# 我要戀愛
《我要戀愛》（韓語：사랑을 할거야），為MBC於2004年週末晚間播出的韓國電視劇。

## 故事簡介
40歲漫畫家金玉順（筆名：金正花）離婚後，帶著兩個女兒過著艱辛生活，但她仍然努力生存，有時不夠堅強。為家庭奔波同時，她遇見心儀的男人延聖勛，並接受了他的愛。但是他們面臨一個很大的問題……聖勛的兒子是玉順女兒紫蘿的男朋友！這兩對情侶將會有怎樣的愛情糾葛及家庭矛盾呢？　
講述兩個時代的愛情故事，從中表現出家人之間的愛，愛情應該超越時代和空間，通過愛珍惜對方，理解家人。玉順和聖勛經歷愛情和傷悲後，才明白紫蘿和藍天。紫蘿和藍天亦是如此，經歷愛情後才明白媽媽也是女人、爸爸也是男人。這部電視劇通過兩世代的愛情，讓觀眾重新找回失去的可貴家人之間的愛！

## 演員陣容
- 張娜拉 飾 陳寶拉
玉順的大女兒。雖酷似媽媽，但固執、愛惹事生非這一點很像爸爸。因此，象孿生姐妹一樣，她和媽媽非常投機，除非一時忍不住，大吵一頓。儘管如此，見到熬夜工作精疲力竭的媽媽，悄然走到身後緊緊給予擁抱。希望媽媽和爸爸复婚，可是，她懂得媽媽的艱辛，並不加以強求。有一天，在媽媽的書房裡發現了有些異樣的讀者延聖勳的來信，寬慰地勸媽媽再婚。當然，不知道對方是誰的時候。成績優異，個性精明，小氣鬼。在學校是校花，卻沒有一個男朋友，以潔癖出名。與藍天同歲，卻是相差一個年級的戀人。高中畢業以前要當做秘密。作為攝像班前後輩，在公開場合對他以禮相待。不希望成為像媽媽那樣，癡情到對初吻戀戀不忘的傻瓜。紫蘿對初戀情人藍天付出很多愛心。對身邊時常給予關照的秀英渾然沒有感覺，一心集中在藍天身上。
- 延政勳 飾 延藍天
演藝人般地擁有眾多追求者，從高中時期就是帥哥。身材高大魁梧，擅長籃球和游泳。最近正在學習擊劍。一心等待寶兒盡快長大考入大學。小時候媽媽和姨媽帶著妹妹旅遊時，發生的事故，成為其家庭最大的不幸。妹妹留下的血跡斑斑的玩具，背著父親珍藏著。寶兒正像失去的親妹妹，深深地烙在他的心中。無論何時都想給予守護，無論何事都想給予幫助。這樣的紫蘿不是自己的親妹妹...簡直無法忍受，忍無可忍。失去了媽媽和妹妹...後來愛上了紫蘿... 天兒想跟追求自己的玉珠認真地交往，可是...接吻的時候，似乎在咬竹竽根。對香波的味也不滿意。握住手時也不是那隻手。藍天乾脆去當兵了。
- 金美淑 飾 金玉順
大學時期認識了前夫秦英煥，並嫁給了這個初吻的男人。如同自己畫的漫畫一樣，她認為初吻非常重要。非常純樸，沒有心計。她的漫畫，比起美麗非現實的故事，優雅真實的更多。作為純情漫畫，由於並不美麗的畫面，一直沒有人氣。四十歲以後，才開始有了長期穩定的讀者群。其中，第一個真正的讀者就是延成勳。因此，對玉順來說，延成勳是個令人興奮的對象。丈夫和孩子們都不認可的作品，延聖勳是第一個讀者來信的人，而且還是男人...，玉順激動得熱淚盈眶。兩人就這樣相識了。丈夫秦英煥性格粗獷。因此玉順誤以為適合自己，因為玉順也粗心大意。可是，婚姻生活至少有一個人要細心，自從開始啃指頭，二人才恍然大悟。英煥可謂是惹禍的事業家，就連玉順也難以替他收場。兩人的債務越來越多，連孩子的養育費都難以承擔了。英煥酒後耍酒風，面對不能隨心所欲的世界，就像不知如何是好的孩子一般...致使玉順鼻青臉腫。離婚成為隨後趕來的班車。玉順背著英煥和小叔子的債務離婚了。作為贍養費得到的房子(幾乎被銀行扣押)為代價，要撫養兩個女兒，靠畫漫畫生活至今。如別人那樣曾經畫過純情漫畫，可是，每次都以失敗告終。最後，決定堅持自己的風格...最近，漸漸嚐到了帳戶上積累的印稅...？！還招了兩個徒弟...自從認識延聖勛後，還享受到了與筆友對話的樂趣。聖勛建議要主持筆友會，玉順撐目結舌，可是，主持得還很像樣。她卻不知道這就是愛情。
- 姜錫宇 飾 延聖勛
某化妝品公司理事。每次都穿名牌，去百貨商店或者專賣店，其實不過是個月薪族的中產層小市民。可是，人們只要看到他的外貌，就情願甘拜下風。成勳最不喜歡富裕階層。他不喜歡人們擅自把他當作名牌族或者大款。奇怪的是，認識玉順那天，他太高興了。玉順就像成勳想像(漫畫中的那樣)的那樣溫純。她看不到成勳身上的名牌，只是當作一般筆友表示謝意，她的作家形像實在太招人可愛了。在一場事故中，同時失去了妻子、女兒和小姨子。此後，他就像自己生命般地愛惜兒子，獨自將天兒撫養帶大。當然，把一天同時失去兩個女兒的岳母，當作了自己的母親。對自己的再婚問題從來沒有想過，一晃過了十年。投入工作之餘，業餘時間做做家務，翻看玉順寫作的輕鬆溫馨的家庭漫畫書。後來對金貞花(玉順的筆名)這個作家產生了興趣，並親筆寫了一封讀者來信。靠這個緣份，他們成了朋友，成了戀人。另外，得知玉順離婚的緣由後，成勳意識到自己從細心的爸爸，穩重的女婿，又重新找到了成為男人的感覺。幾乎淡忘了自己原來也是男人的事實，獨自生活了太久。成勳想擁抱玉順，一起迎接曙光，一起看夕陽西下，迎接每一個新年。下班時，兒子和岳母等待的家，似乎缺少了什麼，他發現自己更勤於去玉順的作業室，更意識到這就是愛情。他不再想寄託過去，比如給妻子過祭日。他獨自對死去的妻子講述，如果跟玉順再婚，不在如此了。

## 外部連結
- 本劇韓國MBC官方網站 （页面存档备份，存于） 

| 韓國 MBC 週末劇                   | 韓國 MBC 週末劇                    | 韓國 MBC 週末劇 |
| --------------------------------- | ---------------------------------- | --------------- |
|                                   | 我想要愛 （2004.6.12 - 2004.9.19） |                 |
| 玫瑰戰爭 （2004.3.20 - 2004.6.6） | 漢江戀歌 （2004.10.2 - 2005.3.27） |                 |

| 臺灣 八大戲劇台 星期一至日 02:00 - 04:00（兩集連播） · 12月30日 02:00 - 03:00 | 臺灣 八大戲劇台 星期一至日 02:00 - 04:00（兩集連播） · 12月30日 02:00 - 03:00 | 臺灣 八大戲劇台 星期一至日 02:00 - 04:00（兩集連播） · 12月30日 02:00 - 03:00 |
| ----------------------------------------------------------------------------- | ----------------------------------------------------------------------------- | ----------------------------------------------------------------------------- |
|                                                                               | 我要戀愛 （2018年12月17日 - 2018年12月30日）                                  |                                                                               |
| 為愛瘋狂 （2018年12月9日 - 2018年12月16日）                                   | 大特寫（02:00-03:00）大腳走天下（03:00-04:00）                                |                                                                               |